# Mike Havenaar
Mike Havenaar (* 20. května 1987) je japonský fotbalista nizozemského původu.

## Reprezentační kariéra
Mike Havenaar odehrál 18 reprezentačních utkání. S japonskou reprezentací se zúčastnil Konfederačního poháru FIFA 2013.

## Statistiky
| Japonsko | Japonsko | Japonsko |
| Roky     | Záp.     | Góly     |
| -------- | -------- | -------- |
| 2011     | 5        | 2        |
| 2012     | 4        | 1        |
| 2013     | 8        | 1        |
| 2014     | 0        | 0        |
| 2015     | 0        | 0        |
| 2016     | 1        | 0        |
| Celkem   | 18       | 4        |